# 句容茅山景区
句容茅山景区是位于江苏省句容市的一个风景区。辖区在行政上，以茅山管委会之名，列为句容市下辖的一个类似乡级单位。
茅山本是道教圣地。1986年，江苏省人民政府将茅山风景区列为省级森林公园，批准为省甲级风景名胜区。总规划面积32平方公里。1991年，句容县政府成立茅山风景区管理委员会，为县政府派出机构。2007年，句容市对行政区划进行调整，九龙山风景区并入。至此，风景区共辖10个行政村，总面积153平方公里，总人口3.3万人。

## 行政区划
根据国家统计局网站数据，茅山管委会下辖以下地区（南镇街社区、茅山村、夏林村、玉晨村、后河村、天乐村、墓东村、潘冲村、李塔村、上杆村和马埂村）。中共句容市委茅山风景区工作委员会网站则未提及南镇街社区。

## 博物馆
句容茅山景区拥有先吴文化博物馆。